# Bitva u Valmy
Bitva u Valmy byla bitvou francouzských revolučních válek, ve které se střetla armáda Prusů pod velením vévody Brunšvického s francouzskou revoluční armádou pod velením generála Dumourieze. Bitva se odehrála poblíž vesnice Valmy a skončila vítězstvím Francouzů.

## Před bitvou
Po pádu Ludvíka XVI. a s ním i francouzské monarchie se moc soustředila v rukách nepříliš stabilní revoluční vlády. Ta nechala Ludvíka XVI. zatknout a následně začala verbovat občany do revoluční armády, protože se obávala, že ostatní mocnosti (Prusko, Habsburská monarchie) se pokusí krále osvobodit a nastolit tak zpět Francouzské království. Obavy byly vcelku oprávněné, protože v roce 1792 seznaly obě dvě sousední monarchie, že je čas k osvobození krále, protože revoluční vlna už pravděpodobně opadává. Zatímco rakouské a pruské armády se přesouvaly k hranicím s Francií, revoluční vláda naverbovala velké množství tzv.„vojáků občanů“, které měla hnát dopředu vidina hrdinné smrti pro vlast. Když se revoluční armáda v září 1792 shromažďovala před Paříží, Prusové zahájili rychlý postup a vzápětí dobyli pevnost Verdun, kterou měli revolucionáři použít k ochraně hlavního města. Zoufalá revoluční armáda napadla vězení v Paříži, ve kterých rozsekala na kusy cca 1 000 vězňů a kriminálníků, bez jakéhokoliv ospravedlnitelného důvodu.
Zatímco revoluční armáda v Paříži devastovala samotné město, její zbytky se vydaly čelit Rakušanům, kteří pochodovali z prostoru dnešní Belgie. Sotva se však revolucionářské vojsko střetlo s vycvičenými Rakušany, tak se po krátké chvíli rozprchlo. Generálové vedoucí tuto armádu byli bez průtahů popraveni a vláda mohla přemýšlet, co udělá dál. V té chvíli ji paradoxně zachránila velikost rakouského území, protože Rakušané museli odvelet většinu vojsk do jiných části svého území, tudíž neměli k vpádu do Francie dost sil. Osvobození královské rodiny tak zůstalo na 80 000 armádě vévody Brunšvického. Ten měl sice v plánu se spojit s jinými armádami, protože počet 80 000 vojáků mu přišel nedostačující, ale po zprávách o vraždách a běsnění v hlavním městě se rozhodl bez váhání postupovat směrem na Paříž.
Nakonec se vojska v Paříži uklidnila, a jejich velení převzal generál Dumouriez, který s tímto vojskem o síle 14 000 mužů, pyšně nazývaném „Severní armáda“, vytáhl proti Brunšvikovi, který měl v té chvíli 34 000 mužů. Dotáhl do Sedanu, kde se chtěl bránit, ale Brunšvik provedl obchvatný manévr přes les a donutil ho zaujmout jinou pozici, blízko vesnice Valmy. Než však svým pomalým postupem k vesnici dorazil, Dumouriezovi přišlo 25 000 mužů pod velením Generála Kellermanna, čímž s počtem 36 000 vojáků převýšil Brunšvika o 2 000. Následně začal ustupovat od Valmy, ale pruský vévoda se to dozvěděl a vypravil se 19. září se svým vojskem odříznout Kellermannovi s Dumouriezem cestu po silnici. Tak došlo 20. září k bitvě u Valmy.

## Střetnutí

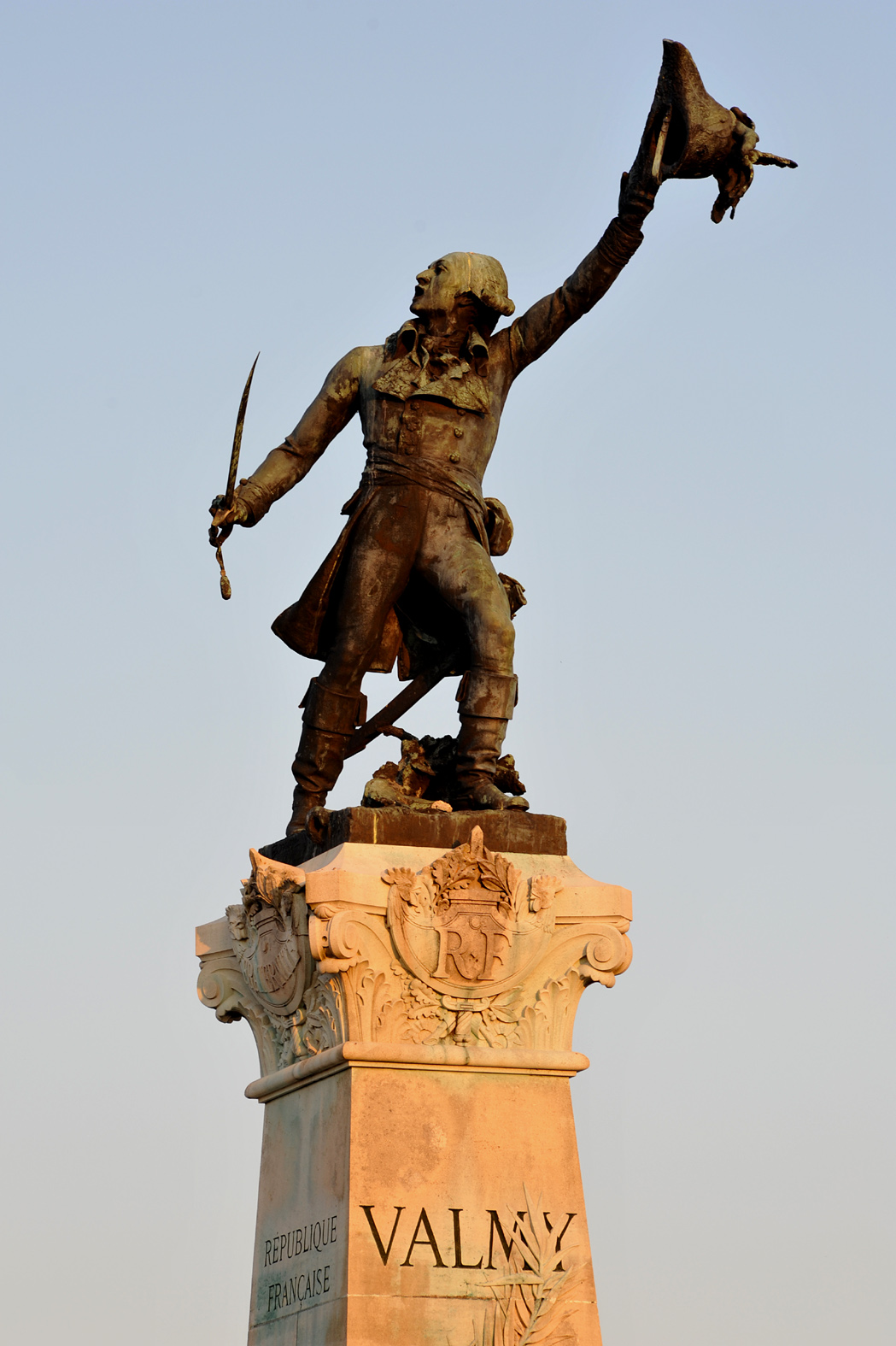
Památní obelisk se sochou Kellermanna

Ráno 20. září se Brunšvik vydal v husté mlze vstříc předpokládané pozici Francouzů. Jakmile se rozjasnilo, francouzská děla, která měla z kopce Yronu ležícího na bojišti pruské vojsko jako na dlani, zahájila palbu do sevřených šiků. Brunšvik se však nehodlal dát zastavit a nechal svá vojska postupovat čím dal blíž ke Francouzům, kteří se bránili na výšinách. Francouzi mezitím prováděli organizované stahování dál po silnici z těchto výšin. Po docela devastujícím francouzském ostřelovaní se pruské voje vrhly přes rozptylující se kouř na ustupující vojska. Generál Kellermann poznal, že jeho muži se chystají dát k útěku a rozhodl se proto pro agresivní, vlastenecký útok. Zařval z plna hrdla vlastenecký pokřik, a „vojáci revoluce“ se pustili do útočících Prusů.
Toto rozhodující, asi 4hodinové střetnutí, se odehrálo u větrného mlýna, poblíž kopce Yron. Obě strany v něm však útočily váhavě, takže se do celého boje zapletlo opět dělostřelectvo, tentokrát i pruské. Po docela dlouhé dělostřelecké přestřelce Brunšvik zastavil postup a uspořádal rychlou poradu, na níž se shodl s ostatními důstojníky na tom, že boj přeruší. Francouzi se ještě tentýž večer začali stahovat do Paříže.

## Hodnocení

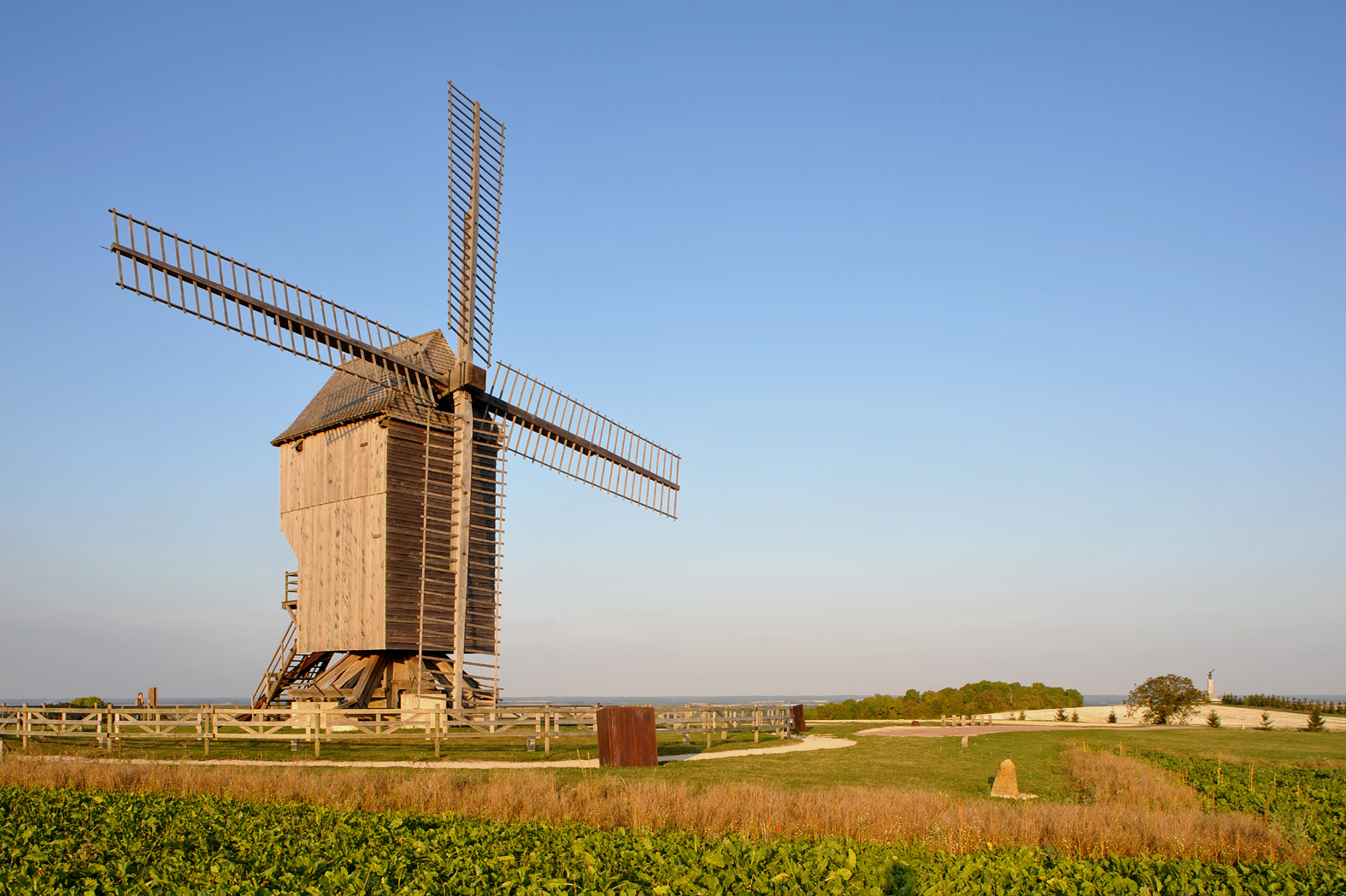
Větrný mlýn, místo hlavního střetu

Z hlediska ztrát nebyla bitva vůbec závažná. Prusové ztratili 184 mužů, Francouzi 300 mužů. Z hlediska psychologie a propagandy bylo však vítězství velice významné. Francii dodalo „pocit bezpečí“, protože už věděla, že může věřit svému vojsku, zatímco sousední státy se revolučního vojska zalekly a začaly ho brát mnohem vážněji než předtím. I přesto ještě chyběla dlouhá doba, než se francouzské vojsko dostalo do stavu profesionální armády. O rok později, v roce 1793 vítězní generálové od Valmy, Dumouriez a Kellerman, utrpěli porážku od Rakušanů u Hongenu, kde Francie přišla o 2000 vojáků, zatímco habsburské vojsko mělo pouhých 20 raněných. To však nic nezměnilo na tom, že bitva u Valmy se stala důležitým milníkem, od něhož se Francie hnala dál vpřed a vpřed, až po čase dobyla Belgii, Nizozemsko a Švýcarsko.